# Hornolužická knihovna věd
Hornolužická knihovna věd (německy Oberlausitzische Bibliothek der Wissenschaften) je veřejná vědecká knihovna, která sídlí ve Zhořelci v Horní Lužici ve spolkové zemi Sasko. Se svými 140 000 svazky je významnou regionální knihovnou podporující vědecké vztahy mezi Německem, Polskem a Českou republikou. Jejím provozovatelem je město Zhořelec.

## Historie
Hornolužická knihovna věd vznikla v roce 1951 spojením dvou starších knihoven – knihovny Hornolužické společnosti věd a tzv. Milichovy knihovny.
Dne 21. dubna 1779 byla ve Zhořelci založena Hornolužická společnost pro podporu historie a (Oberlausitzische Gesellschaft zur Beförderung der Geschichts- und Naturkunde), která se od roku 1792 jmenuje Hornolužická společnost věd (Oberlausitzische Gesellschaft der Wissenschaften). Společnost založila pro potřebu svých členů vědeckou knihovnu. Jeden ze zakladatelů společnosti Adolf Traugott von Gersdorff (1744–1807) věnoval společnosti svou vědeckou sbírku a knihovnu s cca 10 000 svazky. Vedle knih o fyzice, meteorologii a mineralogii obsahoval Traugottův dar také zeměpisná díla a sbírku map. Zhořelecký právník Karl Gottlob Anton (1751–1818) věnoval v roce 1801 knihy o politice a slavistice, především lužické srbštině a o dějinách zemědělství, také v počtu cca 10 000 svazků. V roce 1804 byl zakoupen dům, kde byla knihovna umístěna.
Tzv. Milichova knihovna (Milichsche Bibliothek) byla soukromá sbírka svídnických právníků Gottlieba Milicha (1650–1720) a Johanna Gottlieba Milicha (1678–1726), která byla v roce 1727 předána zhořeleckému gymnáziu. Obsahovala především právnická a religiózní díla. Milich v roce 1726 ve svém testamentu ustavil město Zhořelec dědicem sbírky, která obsahovala 7000 knih, 200 rukopisů a 500 mincí.

## Sídlo
Knihovnický sál v barokním domě na Neißstraße č. 30 byl zřízen v roce 1806 poté, co společnosti věnoval svou knihovnu Karl Gottlob Anton. Pravděpodobně byly součástí daru i první čtyři obloukové regály, v roce 1841 přibyl další regál. Sál byl zařízen po vzoru knihovny Franckeho nadace v Halle a šlechtických soukromých knihoven ve středním Německu a Slezsku. Základní myšlenka vycházela z architektury barokního divadla – rozdělit sál triumfálními oblouky věd jako kulisy. Sál byl restaurován v roce 1951 a 1990 a patří k nejkrásnějším knihovním prostorům raného klasicismu.
Knihovna využívá od roku 1990 též budovu bývalé optiky Meyer-Optik v ulici Arndtstraße.

## Knižní fond
Knihovna shromažďuje zhruba 140 000 svazků, z čehož asi 80 % činí historická díla. K raritám a cennostem patří inkunábule nebo sbírka letáků z období reformace v 16. století a rukopisy. Nejstarším rukopisem je kodex z 11. století s texty římského historika Sallustia. Významné jsou rovněž tzv. Bible Skaryna – první výtisk bible v běloruštině z roku 1519 a rukopisy o algebře raného osvícence Ehrenfrieda Walthera von Tschirnhaus (1651–1708). Knihovna uchovává též asi 3000 historických map a atlasů, mj. vydavatelů Gerharda Mercatora (1571) a Abrahama Ortelia (1621). Zajímavostí knihovny je sbírka děl mystika a teosofa Jakoba Böhmeho (1575–1624).
Ke knihovně patří též archiv uchovávající dokumenty Hornolužické společnosti věd a pozůstalosti jejích zakladatelů Karla Gottloba Antona a Adolpha Traugotta von Gersdorff, ale také mnoha dalších učenců a básníků regionu. V pozůstalosti fotografa Güntera Rappa (1933–1990) se nachází rozsáhlá sbírka asi 16 000 fotografií mlýnů Horní Lužice a bývalé NDR.